# Santa Catarina de las Palmas
Santa Catarina de las Palmas är en ort i Mexiko.   Den ligger i kommunen Huitiupán och delstaten Chiapas, i den sydöstra delen av landet, 700 km öster om huvudstaden Mexico City. Santa Catarina de las Palmas ligger 242 meter över havet och antalet invånare är 489.
Terrängen runt Santa Catarina de las Palmas är kuperad åt sydväst, men åt nordost är den bergig. Santa Catarina de las Palmas ligger nere i en dal. Runt Santa Catarina de las Palmas är det ganska tätbefolkat, med 104 invånare per kvadratkilometer. Närmaste större samhälle är Simojovel de Allende, 6,9 km sydväst om Santa Catarina de las Palmas. Omgivningarna runt Santa Catarina de las Palmas är en mosaik av jordbruksmark och naturlig växtlighet.